# Ofakim

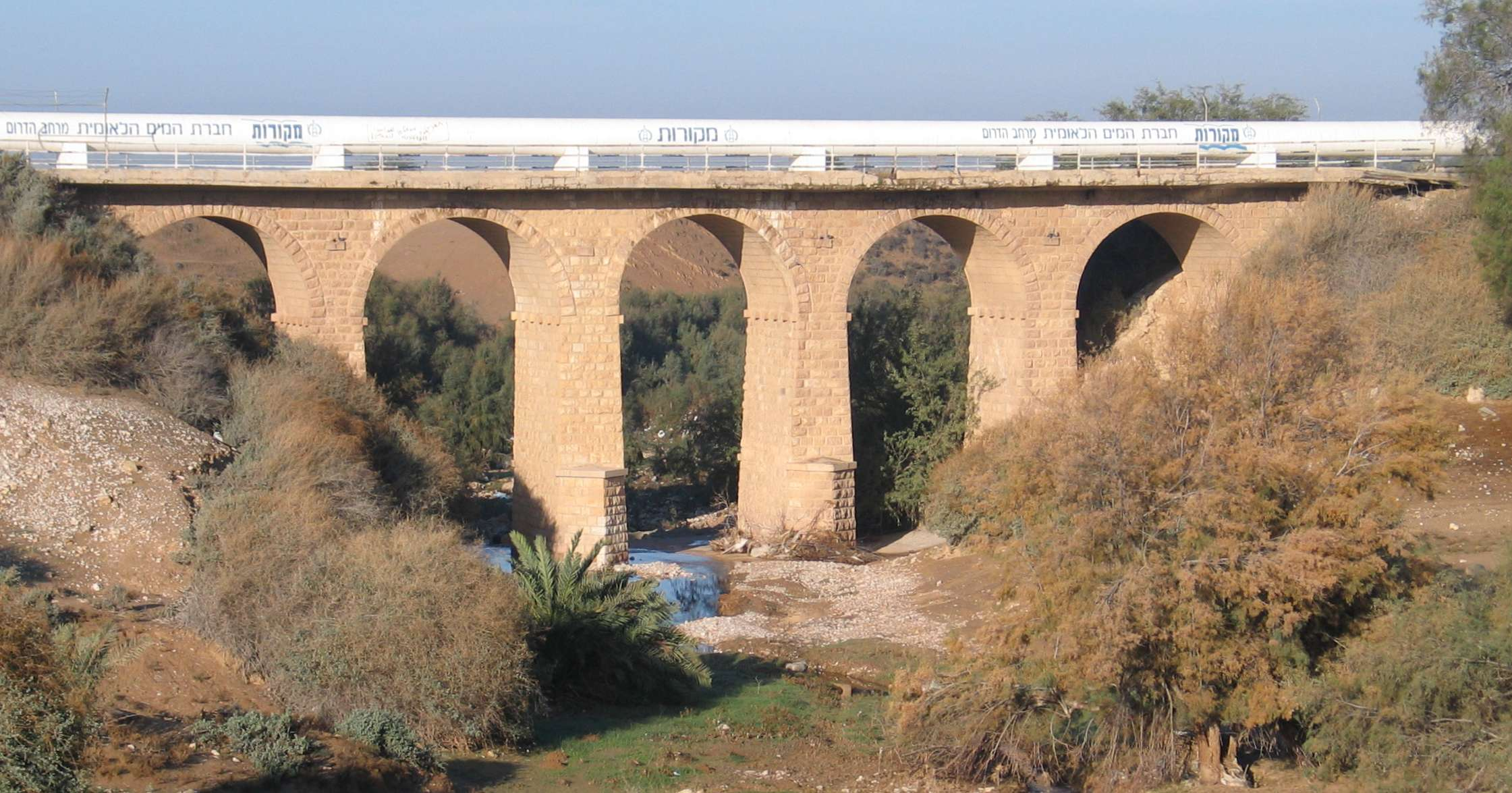
Brug over de rivier de Patish, gebouwd in de Ottomaanse tijd. Gelegen ten oosten van Ofakim

Ofakim of Ofakiem (Hebreeuws: אֳפָקִים) is een stad in het zuiden van Israël met 26.625 inwoners (2016). Letterlijk betekent deze plaatsnaam Gezichtseinders. De stad ligt in district Zuid, 24 kilometer ten westen van Beër Sjeva. Ofakim wordt omringd door steppeachtig gebied dat deel uitmaakt van de noordelijke Negev. In deze regio wordt gebruikgemaakt van irrigatie om het land te kunnen benutten voor agrarische functies.

## Geschiedenis
Ofakim werd in 1955 gesticht om Joodse inwijkelingen uit Noord-Afrika te huisvesten. Later waren de inwoners voornamelijk afkomstig uit Iran, Egypte, India, Roemenië, Ethiopië en de vroegere Sovjet-Unie. De stad is een zogeheten ontwikkelingsstad, wat onder meer tot uitdrukking komt in een relatief hoog percentage inwoners dat afhankelijk is van sociale zekerheid. De werkloosheids- en armoedecijfers in Ofakim lagen hoog. Ofakim had reeds vanaf de stichting te kampen met deze structurele sociaaleconomische problemen, wat vooral terug te voeren is op de perifere ligging binnen Israël.

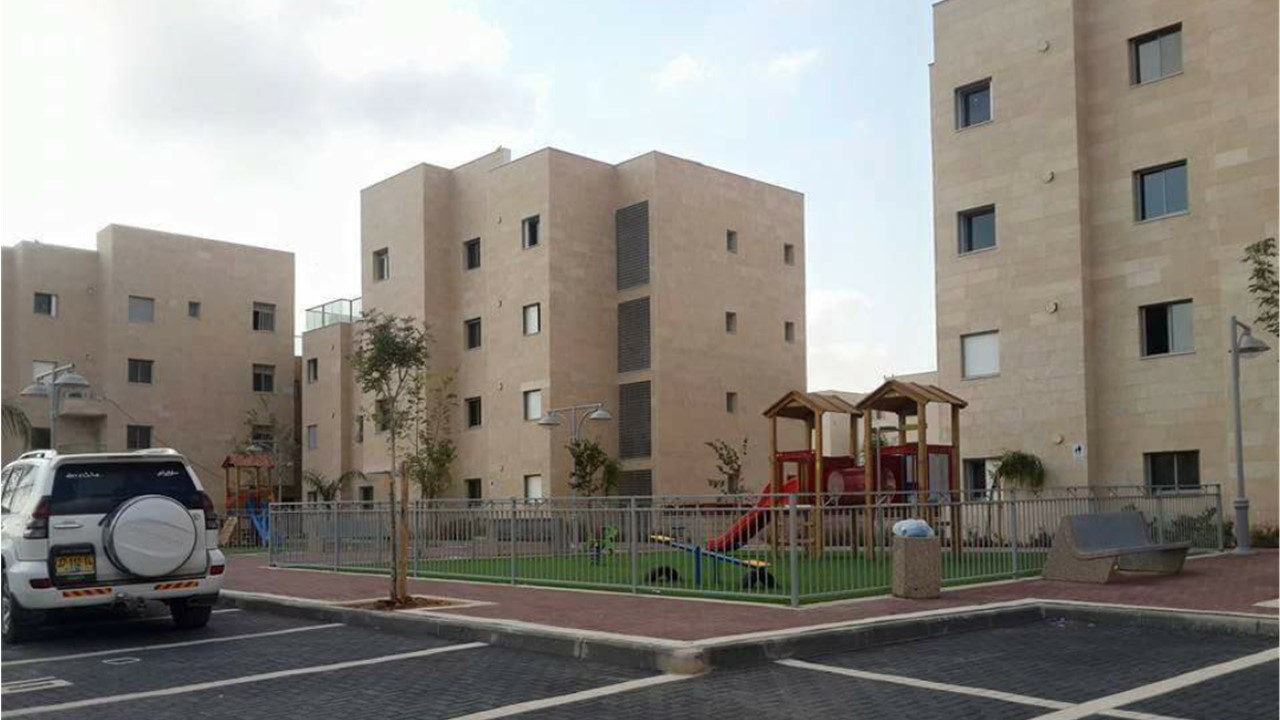
De wijk Ramat Shaked

## Recente ontwikkelingen
Ofakim behoort tot de agglomeratie van de regionale centrumstad Beër Sjeva, waar vele inwoners werkzaam zijn. Om de verbindingen met de rest van Israël te verbeteren is er een spoorlijn van Israel Railways aangelegd die loopt van Beër Sjeva via Ofakim naar Asjkelon, wat een mogelijke impuls vormt voor de lokale economie.
Zvika Greengold, een nationale held vanwege zijn optreden in de Jom Kipoeroorlog, was burgemeester van Ofakim.